# Javi Serrano
Javier Serrano Martínez, meglio noto come Javi Serrano (Madrid, 16 gennaio 2003), è un calciatore spagnolo, centrocampista dell'Atlético Madrid.

## Caratteristiche tecniche
È un centrocampista di mediana abile sia in fase di costruzione che di interdizione.

## Carriera

### Club
Javi Serrano entra a far parte del settore giovanile dell'Atlético Madrid nel 2010, a soli 7 anni.
Fa il suo esordio in campionati professionistici il 7 marzo 2021, giocando da titolare nella vittoria per 1-0 dell'Atlético Madrid B contro il Rayo Majadahonda, nell'incontro valido per il campionato di Segunda División B. Con la prima squadra fa il suo debutto ufficiale ad Anfield il 3 novembre 2021, avvicendando Ángel Correa nell'incontro di UEFA Champions League perso 2-0 col Liverpool. Debutta invece in campionato il 22 gennaio 2022 contro il Valencia nel match vinto per 3-2, in cui subentra a Yannick Carrasco nei minuti finali. Gioca la sua prima partita da titolare il 20 aprile del 2022, nell'incontro di Liga con il Granada.
Il 26 agosto 2022 viene ceduto in prestito al Mirandés, club militante in Segunda División.
Il 31 gennaio 2023 passa all'Ibiza, sempre con la formula del prestito.
Il 30 giugno 2023 viene ceduto in prestito agli austriaci dello Sturm Graz. Al termine della stagione contribuisce alla vittoria del double.

### Nazionale
Entra a far parte del giro della nazionale giovanile nel 2019, con la convocazione da parte della rappresentativa Under-16. Scende in campo 20 volte con tutte le selezioni dall'Under-16 alla Under-19.

## Statistiche

### Presenze e reti nei club
Statistiche aggiornate al 20 febbraio 2025.
| Stagione                 | Squadra                  | Campionato               | Campionato | Campionato | Coppe nazionali | Coppe nazionali | Coppe nazionali | Coppe continentali | Coppe continentali | Coppe continentali | Altre coppe | Altre coppe | Altre coppe | Totale | Totale |
| Stagione                 | Squadra                  | Comp                     | Pres       | Reti       | Comp            | Pres            | Reti            | Comp               | Pres               | Reti               | Comp        | Pres        | Reti        | Pres   | Reti   |
| ------------------------ | ------------------------ | ------------------------ | ---------- | ---------- | --------------- | --------------- | --------------- | ------------------ | ------------------ | ------------------ | ----------- | ----------- | ----------- | ------ | ------ |
| 2020-2021                | Atlético Madrid B        | SB                       | 8          | 0          | -               | -               | -               |                    | -                  | -                  |             | -           | -           | 8      | 0      |
| 2021-2022                | Atlético Madrid B        | TDR                      | 19         | 0          | -               | -               | -               |                    | -                  | -                  |             | -           | -           | 19     | 0      |
| 2024-2025                | Atlético Madrid B        | PF                       | 14         | 0          | -               | -               | -               |                    | -                  | -                  |             | -           | -           | 14     | 0      |
| Totale Atlético Madrid B | Totale Atlético Madrid B | Totale Atlético Madrid B | 41         | 0          | -               | -               | -               |                    | -                  | -                  |             | -           | -           | 41     | 0      |
| 2021-2022                | Atlético Madrid          | PD                       | 5          | 0          | CR              | 1               | 0               | UCL                | 1                  | 0                  | SS          | 0           | 0           | 7      | 0      |
| 2022-gen. 2023           | Mirandés                 | SD                       | 9          | 0          | CR              | 2               | 0               |                    | -                  | -                  |             | -           | -           | 11     | 0      |
| gen.-giu. 2023           | Ibiza                    | SD                       | 15         | 0          | CR              | -               | -               |                    | -                  | -                  |             | -           | -           | 15     | 0      |
| 2023-2024                | Sturm Graz               | BL                       | 8          | 0          | CA              | 4               | 0               | UCL+UEL            | 2+3                | 0                  |             | -           | -           | 17     | 0      |
| 2024-2025                | Atlético Madrid          | PD                       | 0          | 0          | CR              | 0               | 0               | UCL                | 1                  | 0                  | CdM         | 0           | 0           | 1      | 0      |
| Totale Atlético Madrid   | Totale Atlético Madrid   | Totale Atlético Madrid   | 5          | 0          |                 | 1               | 0               |                    | 2                  | 0                  |             | -           | -           | 8      | 0      |
| Totale carriera          | Totale carriera          | Totale carriera          | 78         | 0          |                 | 7               | 0               |                    | 7                  | 0                  |             | 0           | 0           | 92     | 0      |

## Palmarès

### Club

#### Competizioni nazionali
- Coppa d'Austria: 1

Sturm Graz: 2023-2024
- Campionato austriaco: 1

Sturm Graz: 2023-2024